# Torch Song (pel·lícula de 1953)
Torch Song és una pel·lícula estatunidenca de Charles Walters estrenada el 1953. L'any 1954 va estar nominada a l'Oscar a la millor actriu secundària per Marjorie Rambeau.

## Argument
Jenny Stewart (Joan Crawford) és un estrella musical de Broadway que no accepta crítiques de ningú. Només el pianista cec Tye Graham (Michael Wilding) podrà aconseguir trencar la cuirassa sota la qual oculta els seus sentiments.
A la casa de la seva mare, Jenny descobreix un retall de diari vell en que Tye fa la ressenya d'un dels seus primers espectacles i resulta evident que l'estimava. Jenny s'adona que és estimada, s'acosta a Tye, i s'abracen.
Graham va quedar cec a la Segona Guerra Mundial però es va enamorar de Jenny quan era un jove periodista. En els fons, Jenny anhela un amor real i durador però està desencantat amb els homes al voltant seu com el paràsit de Broadway Cliff Willard.

## Repartiment
- Joan Crawford: Jenny Stewart
- Michael Wilding: Tye Graham
- Gig Young: Cliff Willard
- Marjorie Rambeau: Sra. Stewart
- Harry Morgan: Joe Denner
- Dorothy Patrick: Martha
- James Todd: Philip Norton
- Eugene Loring: Gene, el coreògraf
- Paul Guilfoyle: Monty Rolfe
- Benny Rubin: Charles Maylor
- Peter Chong: Peter
- Maidie Norman: Anne
- Nancy Gates: Celia Stewart
- Chris Warfield: Chuck Peters